# Lorenzo Fluxá
Lorenzo James Fluxá Cross (Palma de Maiorca, 23 de novembro de 2004), também conhecido como Lorenzo Fluxá Jr. ou simplesmente Lorenzo Fluxá, é um automobilista hispano-britânico.

## Carreira

### Fórmula Regional
Fluxà disputou o Campeonato Asiático de F3 (atual Campeonato de Fórmula Regional Asiática) de 2021 com a equipe BlackArts Racing. Ele marcou 25 pontos e terminou em 14º na classificação final, três posições à frente do companheiro de equipe Rafael Villagómez, mas também cinco posições atrás de seu outro companheiro de equipe em tempo integral, Cem Bölükbaşı.
Em fevereiro de 2021, foi anunciado que Fluxá faria sua estreia no Campeonato de Fórmula Regional Europeia com a Van Amersfoort Racing, fazendo parceria com o rival do título da Fórmula 4 dos Emirados Árabes Unidos, Francesco Pizzi e Mari Boya. Seu melhor resultado no campeonato sendo um décimo segundo lugar em uma corrida afetada pela chuva na Bélgica, o espanhol terminou em 25º na classificação geral, sendo o único piloto da Van Amersfoort a não somar nenhum ponto.
No início de 2022, Fluxá participou do recém-rebatizado Campeonato de Fórmula Regional Asiática, pilotando para a equipe R-ace GP. Tendo conquistado um pódio na primeira rodada, com ele terminando em décimo no campeonato.
Para sua campanha principal, Fluxá permaneceu com a R-ace GP, para a disputa da Fórmula Regional Europeia. Fluxá terminou em décimo segundo na classificação final, atrás dos companheiros de equipe, Hadrien David e Gabriel Bortoleto.
No início de 2023, Fluxá participou do Campeonato de Fórmula Regional do Oriente Médio de 2023, com a equipe Mumbai Falcons por toda a temporada.
Em sua campanha principal, o piloto se manteve na Fórmula Regional Europeia pela terceira temporada consecutiva em 2023, mas se transferindo para a Prema Racing, tendo Andrea Kimi Antonelli e Rafael Câmara como companheiros de equipe.

### Fórmula 3
No final de setembro de 2022, Fluxá participou do teste de pós-temporada do Campeonato de Fórmula 3 da FIA com a equipe Van Amersfoort Racing durante o segundo e o terceiro dia.